# Anticla antica
Anticla antica är en fjärilsart som beskrevs av Walker 1855. Anticla antica ingår i släktet Anticla och familjen silkesspinnare. Inga underarter finns listade i Catalogue of Life.